# Templi di Paestum (Sminck van Pitloo)
I Templi di Paestum è un dipinto olio su tela di Anton Sminck van Pitloo, realizzato nel 1824 e conservato all'interno del Museo nazionale di Capodimonte, a Napoli.

## Storia e descrizione
L'opera è stata eseguita nel 1824, anno in cui il pittore Anton Sminck van Pitloo vince il concorso per la cattedra di paesaggio nel Real Istituto di Belle Arti di Napoli, diventando uno degli ultimi artisti ad apportare innovazioni alla corrente della scuola di Posillipo, ed esposta per la prima volta nel 1826 nel corso della biennale borbonica. La tela è esposta nella sala 58 del Museo nazionale di Capodimonte, nella zona dell'Appartamento Reale della reggia di Capodimonte; in passato è stata anche inserita nella collezione dell'Ottocento Privato, nello stesso museo.
Il dipinto ritrae i templi greci di Paestum, in un paesaggio ripreso dal vero, probabilmente durante una campagna di scavi, ancora paludoso e con vegetazione tipica del luogo, a cui si aggiungono mandrie di bufale al pascolo: nonostante siano presenti i segni della pittura classicheggiante, dei paesaggi del seicento napoletano e gli schemi rigidi sulla prospettiva, si nota già come Pitloo si apra verso la corrente romantica, come dimostra la luminosità del quadro, dipinto in pieno giorno.